# Cirrodes phoenicia
Cirrodes phoenicia là một loài bướm đêm trong họ Noctuidae.